# Lotte van der Zee
Lotte van der Zee (Enschede, 21 februari 1999 – München, 6 maart 2019) was een Nederlands model.

## Loopbaan
Van der Zee werd in mei 2016 verkozen tot de Miss Beauty of Overijssel in de juniorcategorie. Van daaruit stroomde ze door tot de finale van Miss Teen of the Netherlands in Rotterdam, die Van der Zee ook won. Als landelijke winnares mocht ze in augustus 2017 naar Guatemala, waar ze tot Miss Teenager Universe werd verkozen. Ze was de eerste Europese die deze titel droeg.
Na de missverkiezingen werd Van der Zee ambassadrice en boegbeeld voor Meldpunt Loverboyproblematiek, waarvoor zij voorlichting op scholen gaf. Van der Zee wilde later graag presentatrice worden.

## Overlijden
Op 20 februari 2019 werd Van der Zee getroffen door een hartstilstand tijdens wintersport in Oostenrijk. Twee weken later, op 6 maart 2019, overleed ze op 20-jarige leeftijd in het universitair ziekenhuis in München.
Justitie in Duitsland besloot vanwege haar jonge leeftijd een onderzoek in te stellen naar de doodsoorzaak. Uit het voorlopig autopsierapport bleek volgens de ouders dat ze vermoedelijk is overleden aan het syndroom van Brugada.

## Vernoeming
De Enschedese hockeyvereniging EHV opende op 1 juli 2023 het Lotte van der Zee-veld. De club vernoemde het waterveld naar de Enschedese die van jongs af aan als keepster en trainster bij de vereniging actief was.